# Deutsch-türkischer Freundschaftsvertrag

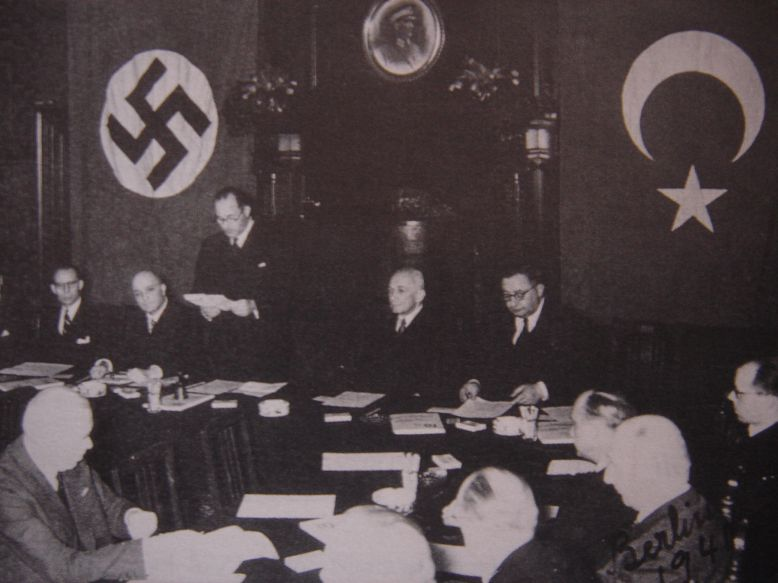
Unterzeichnung des deutsch-türkischen Freundschaftsvertrages und Nichtangriffspaktes am 18. Juni 1941 in Ankara durch den deutschen Botschafter Franz von Papen und den türkischen Außenminister Şükrü Saracoğlu

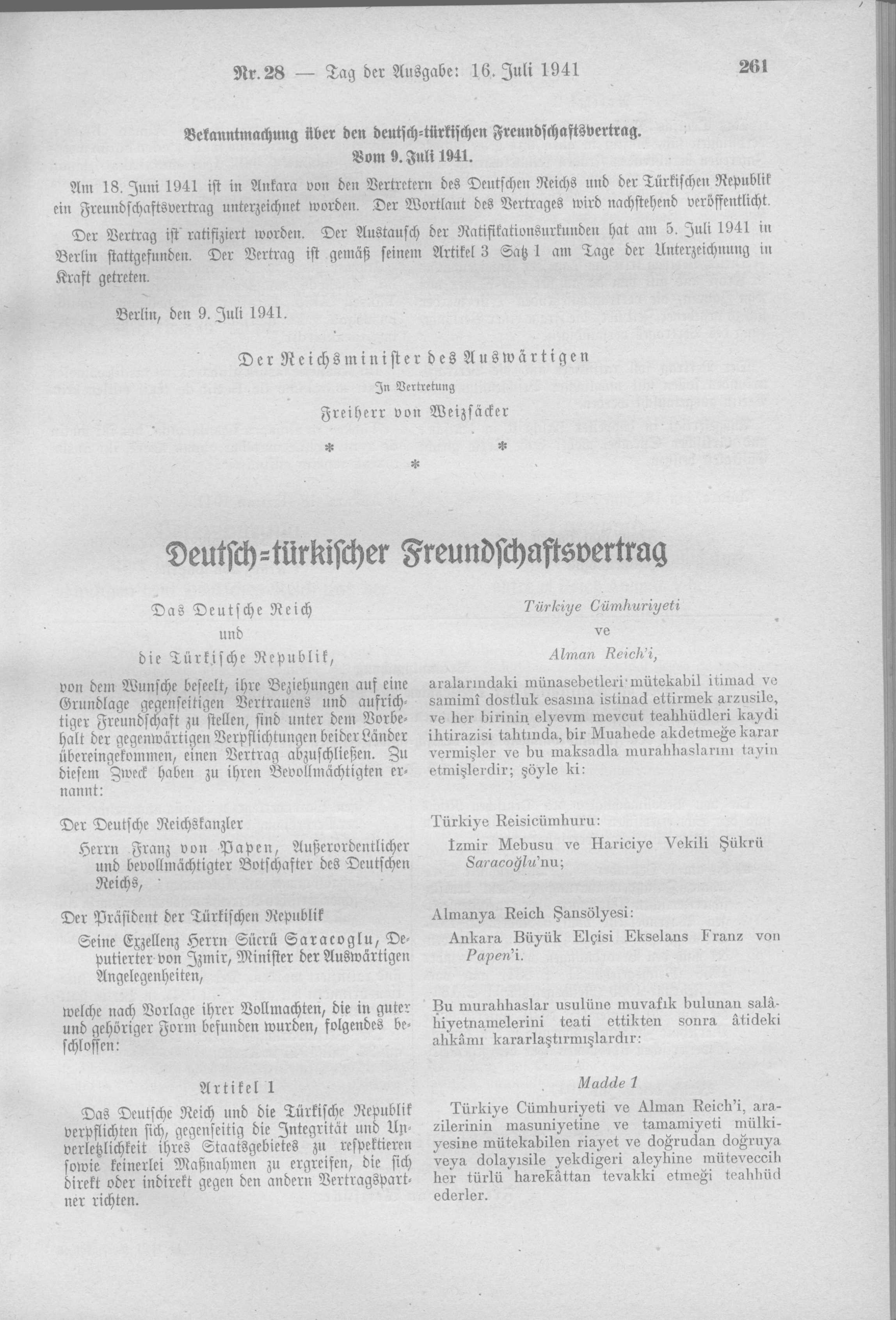
Der deutsch-türkische Freundschaftsvertrag von 1941

Der deutsch-türkische Freundschaftsvertrag (türkisch Türk-Alman Dostluk Paktı) wurde am 3. März 1924 zwischen dem Deutschen Reich und der Türkei abgeschlossen. Die deutschen Erfolge im Zweiten Weltkrieg führten zum Abschluss eines zweiten Freundschaftsvertrages  zwischen dem nationalsozialistischen Deutschen Reich und der Türkei, der am 18. Juni 1941 in Ankara vom deutschen Botschafter in der Türkei, Franz von Papen, und dem türkischen Minister für Auswärtige Angelegenheiten, Şükrü Saracoğlu, unterzeichnet wurde. Er trat am selben Tag in Kraft. Durch ihn wurde Deutschland zwischen 1941 und 1944 nochmals zum größten Handelspartner der Türkei. Am 23. Februar 1945 erfolgte die Kriegserklärung der Türkei an das Deutsche Reich und Japan und machte den Vertrag gegenstandslos.

## Hintergrund und historischer Kontext
Nach dem Beginn des Zweiten Weltkrieges war die Türkei im Oktober 1939 den Dreiparteienvertrag von Ankara mit Frankreich und dem Vereinigten Königreich eingegangen. Er verpflichtete die Vertragspartner zur gegenseitigen Unterstützung, wobei der Beistand durch die Türkei in einem geheimen Zusatzabkommen von umfangreichen vorherigen Waffenlieferungen abhing, die Frankreich und das Vereinigte Königreich kriegsbedingt nicht leisten konnten. So war die Türkei formal Verbündeter der beiden Staaten, blieb aber bis 1945 nichtkriegführend (nonbelligerent). Der türkische Präsident İsmet İnönü leitete eine Politik der Neutralität ein, er versuchte, eine Involvierung in den Krieg zu verhindern, und bat beide Seiten um Belieferung mit militärischer Ausrüstung. Auf der anderen Seite versuchte das Deutsche Reich, die Türkei mithilfe diplomatischer Bemühungen vom Vereinigten Königreich abzuwenden.
Als Deutschland den Einmarsch in Jugoslawien und Griechenland im April 1941 vorbereitete, erreichten deutsche Truppen bereits die bulgarische Grenze und verlangten die Erlaubnis um den Durchgang durch türkisches Territorium (Ostthrakien). Am 1. März 1941 unterzeichnete Bulgarien den Dreimächtepakt und trat so offiziell den Achsenmächten bei.
Am 4. März 1941 überbrachte Franz von Papen einen Brief Adolf Hitlers an İnönü. In seinem Brief schrieb Hitler, dass „er den Krieg nicht beginnen wird, und dass er nicht beabsichtigt, die Türkei anzugreifen“. Er betonte weiterhin, dass „er seinen Truppen in Bulgarien anordnete, der türkischen Grenze fern zu bleiben, um mit ihrer Anwesenheit keinen falschen Eindruck zu vermitteln“. Hitler bot der Türkei einen Nichtangriffspakt an.
Ein militärischer Coup d’État, den Raschid Ali al-Gailani am 1. April 1941 einleitete, stürzte das pro-britische Regime im Königreich Irak. Die vier revoltierenden Generäle arbeiteten eng mit dem deutschen Geheimdienst zusammen und akzeptierten Militärhilfe aus Deutschland. Hitler bat die Türkei um Erlaubnis, ihr Staatsgebiet zu passieren, um dem Irak Militärbeistand zu leisten. Die türkische Regierung verlangte als Antwort auf die deutsche Anfrage Gebietsabtretungen seitens des Irak. Während die Verhandlungen abgehalten wurden, attackierten britische Kräfte den Irak ab dem 18. April, und am 3. Juni stellte Großbritannien schließlich das Regime von Emir Abdul-Illah wieder her, Regent des vier Jahre alten Königs Faisal II.
Am 6. April attackierten Achsentruppen Jugoslawien (in der Operation 25) und Griechenland (im Unternehmen Marita) durch Überquerung Bulgariens, um die südliche Flanke zu sichern. Jugoslawien kapitulierte am 17. April. Damit wurde die Annektierung und Besetzung der Balkanregion durch die Achsenmächte vollendet – ohne die Türkei anzutasten.
Am 22. Juni 1941, nur vier Tage nach der Unterzeichnung des deutsch-türkischen Nichtangriffspaktes, fielen die deutschen Truppen in die Sowjetunion (Unternehmen Barbarossa) ein, was in der Türkei Ängste eines Vertragsbruchs weckte.
Am 23. Februar 1945 erklärte die Türkei Deutschland und Japan den Krieg und unterzeichnete am 27. Februar die Deklaration der Vereinten Nationen.